# Tour du Gévaudan Languedoc-Roussillon
Il  Tour du Gévaudan Languedoc-Roussillon (it. Giro della Linguadoca-Rossiglione) è una corsa a tappe maschile di ciclismo su strada che si svolge in Francia, nella regione della Linguadoca-Rossiglione (attualmente Linguadoca-Rossiglione-Midi-Pirenei) dal 1973.

## Albo d'oro
Aggiornato all'edizione 2017.
| 1973      | Bernard Bourreau    | Équipe de France           | -               | -                                                     |                 |                 |
| 1974      | Michel Charlier     | Selezione Francia          | -               | -                                                     |                 |                 |
| 1975      | Bernard Vallet      | Peugeot Nice               | -               | -                                                     |                 |                 |
| 1976      | Joël Millard        | CR4C Roanne                | -               | -                                                     |                 |                 |
| 1977      | Michel Charlier     | Peugeot Nice               | -               | -                                                     |                 |                 |
| 1978-1979 | Non organizzata     | Non organizzata            | Non organizzata | Non organizzata                                       | Non organizzata | Non organizzata |
| 1980      | Philippe Chevallier | Dauphiné Savoie            | -               | -                                                     |                 |                 |
| 1981      | Etienne Néant       | Dauphiné Savoie            | -               | -                                                     |                 |                 |
| 1982      | Jean-Marie Landher  | EC Colmar                  | -               | -                                                     |                 |                 |
| 1983      | Bernard Pinneau     | CC Marmande                | -               | -                                                     |                 |                 |
| 1984      | Bernard Faussurier  | CR4C Roanne                | -               | -                                                     |                 |                 |
| 1985      | Jean-Paul Garde     | Stade Auxerrois            | -               | -                                                     |                 |                 |
| 1986      | Fabrice Lagrange    | Stade Auxerrois            | -               | -                                                     |                 |                 |
| 1987      | Denis Jusseau       | Stade Auxerrois            | -               | -                                                     |                 |                 |
| 1988      | Philippe Delaurier  | Flandres Artois            | -               | -                                                     |                 |                 |
| 1989      | Luis Felipe Moreno  | Colombie                   | -               | -                                                     |                 |                 |
| 1990      | Eugeny Anaskine     | URSS                       | -               | -                                                     |                 |                 |
| 1991      | Artūras Kasputis    | Lituanie                   | -               | -                                                     |                 |                 |
| 1992      | Pascal Hervé        | Niort                      | -               | -                                                     |                 |                 |
| 1993      | Pascal Churin       | AS Corbeil Essonne         | -               | -                                                     |                 |                 |
| 1994-2005 | Non organizzata     | Non organizzata            | Non organizzata | Non organizzata                                       | Non organizzata | Non organizzata |
| 2006      | Ludovic Martin      | VC Lyon-Vaulx-en-Velin     | 3               | Gatis Smukulis, Ludovic Martin, Rémi Cusin            |                 |                 |
| 2007      | Tanel Kangert       | Roue d'or Saint-Amandoise  | 3               | David Tanner, Cyril Druetta, Tanel Kangert            |                 |                 |
| 2008      | Mateusz Taciak      | CC Étupes                  | 3               | Mateusz Taciak, Julien Bérard, Adam Illingworth       |                 |                 |
| 2009      | David Rösch         | Atlas Romer's Hausbäckerei | 3               | Francisco Ventoso, Laurent Mangel, Florian Vachon     |                 |                 |
| 2010      | Jérôme Coppel       | Saur-Sojasun               | 3               | Christophe Laurent, Guillaume Levarlet, Jérôme Coppel |                 |                 |
| 2011      | Guillaume Levarlet  | Saur-Sojasun               | 2               | Guillaume Levarlet (2)                                |                 |                 |
| 2012      | Davide Rebellin     | Meridiana Kamen            | 2               | Robert Vrečer, Davide Rebellin                        |                 |                 |
| 2013      | Yoann Bagot         | Cofidis                    | 2               | Yoann Bagot, Sébastien Duret                          |                 |                 |
| 2014      | Amets Txurruka      | Caja Rural-Seguros RGA     | 2               | Thomas Degand, Alexis Vuillermoz                      |                 |                 |
| 2015      | Thibaut Pinot       | FDJ                        | 2               | Thibaut Pinot, Alexis Vuillermoz                      |                 |                 |
| 2016      | Non organizzata     | Non organizzata            | Non organizzata | Non organizzata                                       | Non organizzata | Non organizzata |
| 2017      | Guillaume Martin    | Wanty-Groupe Gobert        | 2               | Guillaume Martin, Anthony Perez                       |                 |                 |